# Cheesmaniella
Cheesmaniella is een geslacht van wantsen uit de familie van de Miridae (Blindwantsen). Het geslacht werd voor het eerst wetenschappelijk beschreven door José Cândido de Melo Carvalho in 1984.

## Soorten
Het genus bevat de volgende soorten:

- Cheesmaniella clavonigra Carvalho, 1984
- Cheesmaniella fasciata Carvalho, 1984
- Cheesmaniella nigra Carvalho, 1984
- Cheesmaniella notomaculata Carvalho, 1984